# 191 هـ
191 هـ هي سنة في التقويم الهجري امتدت مقابلةً في التقويم الميلادي بين سنتي 806 و807.
 يطزذ

## وفيات
- عبد الرحمن بن القاسم العتقي
- عبد الرحمن بن القاسم